# Ślady (film)
Ślady (tyt. oryg. Gjurma) – albański film fabularny z roku 1970 w reżyserii Kristaqa Dhamo. Film powstał w okresie intensywnej walki ideologicznej, która toczyła się w Albanii od połowy lat 60. Jednym z głównych obiektów ataku w tym czasie byli intelektualiści i ludzie tzw. wolnych zawodów, których identyfikowano z postawą braku altruizmu i zaangażowania na rzecz społeczeństwa.

## Fabuła
Dr Artan jest utalentowanym lekarzem, zadowolonym ze swoich sukcesów. Z czasem własne sukcesy stają się dla niego na tyle ważne, że coraz bardziej ulega drobnomieszczańskim nawykom i oddala się od realnych problemów, którymi żyją albańscy robotnicy. Jego postawa powoduje, że coraz bardziej oddala się od swoich kolegów z pracy i coraz trudniej porozumieć mu się z własną rodziną. Załamany popełnia samobójstwo.
Film realizowano w okolicach Puki, w Kawai oraz w szpitalu nr 2 w Tiranie. Z uwagi na obecność w filmie Edi Luarasi film został ocenzurowany i przez dłuższy czas nie był rozpowszechniany.

## Obsada
- Naim Frashëri jako dr Artan
- Margarita Xhepa jako Violeta, żona Artana
- Pjetër Gjoka jako prof. Tahsim
- Demir Hyskja jako dr Agim
- Edi Luarasi jako geolog Drita
- Zejnulla Hatibi jako śledczy
- Ndrek Luca jako Kasem
- Sandër Prosi jako prof. Besim
- Shkëlqim Basha jako Petrit
- Fadil Kujovska jako Kujtim
- Reshat Arbana jako uciekinier
- Guljelm Radoja jako inżynier obcokrajowiec
- Bujar Kapexhiu
- Kristaq Antoniu
- Merkur Bozgo
- Violeta Manushi
- Ymer Bala
- Fehmi Hoshafi
- Esat Ibro
- Endrit Juba
- Krisanthi Kotmilo
- Kadri Piro
- Andon Qesari
- Avni Resuli
- Lec Vuksani
- Antoneta Kristo